# Vecchia Castiglia

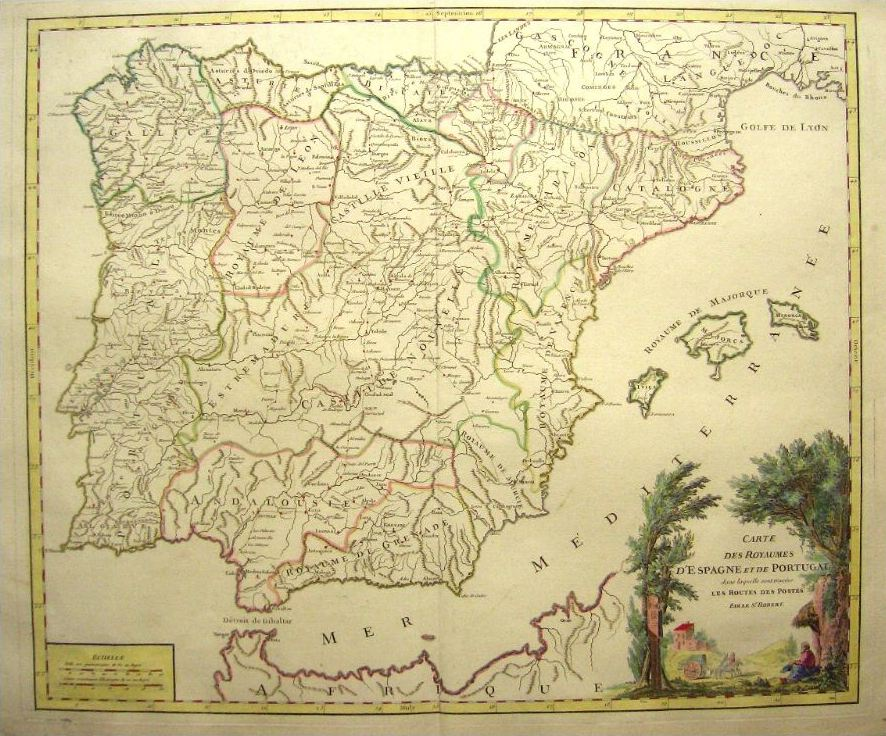
Le regioni spagnole nel 1770.

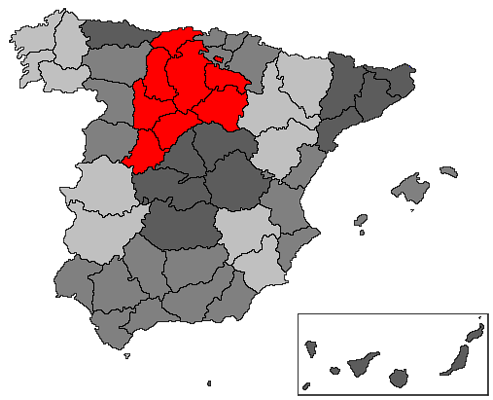
Province ascritte alla Vecchia Castilla nella divisione provinciale della Spagna del 1833.

La Vecchia Castiglia o Castiglia la Vecchia (in spagnolo Castilla la Vieja) è una regione storica spagnola ubicata nella zona settentrionale dell'antico Regno di Castiglia, a nord del Sistema centrale. Nella sua forma più definita sarebbe costituita dalle province di Santander (dal 1982 Cantabria), Burgos, Logroño (dal 1980 La Rioja), Palencia, Valladolid, Soria, Segovia e Ávila. Queste province furono classificate come appartenenti alla regione di Castilla la Vieja nella divisione territoriale in province della Spagna del 1833, sebbene le regioni definite in detta organizzazione mancassero di qualsivoglia funzione giurisdizionale o amministrativa, non esistendo alcun livello amministrativo superiore al provinciale.
Le sue origini sono nella Castiglia storica che si formò nel IX secolo nel nord di ciò che attualmente è la provincia di Burgos. Nel XVIII secolo, Carlo III assegnava al cosiddetto regno di Castilla la Vecchia le province di Burgos, Soria, Segovia, Ávila, Valladolid e Palencia, i cui limiti non coincidevano con gli attuali, poiché in quelli allora non esistevano né la provincia di Santander (divisa tra Asturie, Burgos e la Signoria di Biscaglia – Señorío de Vizcaya) né la provincia di Logroño (compresa quasi interamente nelle province di Soria e Burgos).
La Costituzione spagnola del 1812 riconosceva la regione:
La divisione territoriale della Spagna, con il reale decreto del 30 novembre del 1833 (riforma di Javier de Burgos) pose le basi della divisione in province, che con alcune modifiche è arrivata fino ai giorni nostri; in questo decreto, a parte le province citate (con i loro confini attuali), quelle di Logroño e Santander erano attribuite anche alla regione della Vecchia Castiglia.
Un altro decreto reale del 30 novembre del 1855, che divideva la Spagna in 49 province, classificava le provincie di Valladolid e Palencia come appartenenti alla regione denominata Regno di León, lasciando alla Vecchia Castiglia unicamente quelle di Santander, Burgos, Logroño, Soria, Segovia e Ávila. Questo raggruppamento, senza carattere amministrativo, che sopportò altri proposte di riforma durante il XIX secolo, è quella che è perdurato nei libri ed enciclopedie dalla metà del XIX secolo fin oltre la metà del XX secolo. Per esempio le prime edizioni dell'Espasa, le prime dell'Enciclopedia Britannica e la popolare enciclopedia scolastica Álvarez stabilirono questa divisione in province tra la Vecchia Castiglia e León.
Durante la Prima Repubblica, i repubblicani federali progettarono di creare uno stato federale chiamato Castilla la Vieja, che avrebbe compreso undici province: Ávila, Burgos, León, Logroño, Palencia, Salamanca, Santander, Segovia, Soria, Valladolid e Zamora.
Con lo Statuto di Autonomia di Castilla y León del 1983, la Vecchia Castiglia perse buona parte della sua identità, da una parte integrandosi politicamente insieme con le province che si raggruppano nella regione di León in un ente superiore, e dall'altra perdendo a favore delle autonomie provinciali due dei suoi componenti: Santander e Logroño, che andarono a costituire rispettivamente le comunità autonome di Cantabria e La Rioja.